# Gonomyia theowaldi
Gonomyia theowaldi är en tvåvingeart som beskrevs av Jaroslav Stary 1982. Gonomyia theowaldi ingår i släktet Gonomyia och familjen småharkrankar. Inga underarter finns listade i Catalogue of Life.